# Каратегин
Каратеги́н (тадж. Қаротегин; от тюрк. — «чёрная высота» или «чёрные горы») — историческая область на территории Таджикистана, располагавшаяся в горах по среднему течению реки Вахш (Сурхоб), правого притока Амударьи. Административным центром Каратегина был Гарм.
У арабских и персидских географов — Рашт. По сообщению китайских и арабских источников, в VIII—XIII веков долина Сурхоба называлась «Рашт» (Рошт). Слово «рошт» (рашт) восточно-иранское и означает «красный», отсюда и слово «Сурхоб» — «красная река».

## История
Рашт в X веке соответствовал нынешним границам Каратегина и уже был мусульманской областью. Рашт, начиная с XV века, носил название Каратегин. Впервые название Каратегин упоминается в «Зафар-наме» Темура и в «Бабур-наме» в конце XV и начале XVI века. Единственный город или крепость в Каратегине назывался у персидских авторов (Истахри) — Рашт, или по-иному Гарм.
В XII-XIX веках Каратегин являлся полунезависимым шахством, находившемся в подчинении у дарвазских миров.
В XIX веке Каратегин составляет особое Каратегинское бекство Бухарского ханства.

## География
В XIX веке бекство Каратегин граничило на севере через Гиссарский и Алайский хребты и с Самаркандской, и с Ферганской областями, на востоке — условной линией, направляющейся на юго-восток от перевала Бок-баш в Алайском хребте, с Ферганой, на юге — хребтом Петра I с Дарвазским бекством и на западе — линией, проходящей меридионально через верховья Иляка, левого притока Кафирнигана, с Гиссарским бекством.

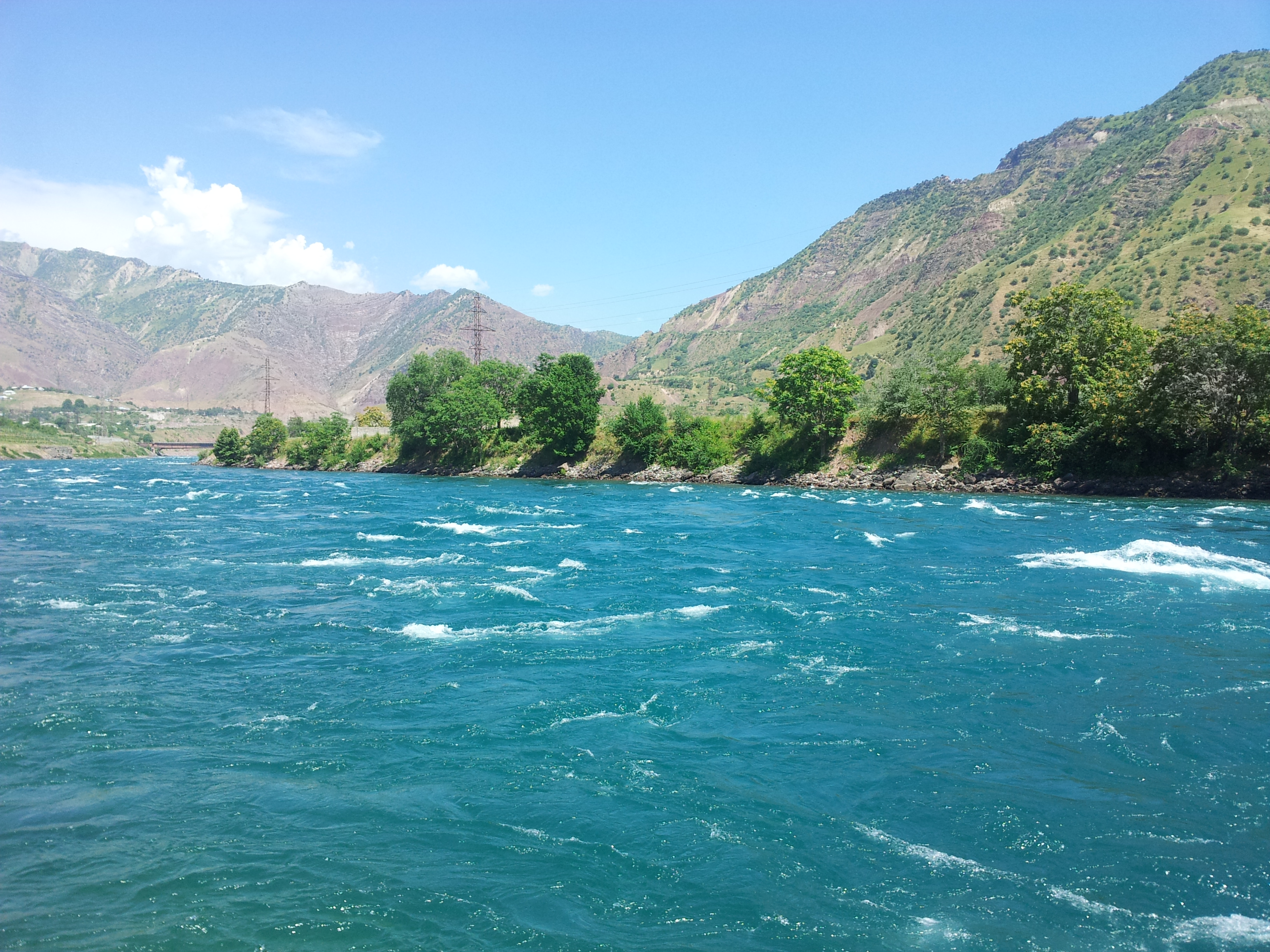
Река Вахш (Сурхоб)

В XIX веке насчитывалось около 9 500 квадратных вёрст с населением до 60 тысяч душ обоего пола. Долины рек занимали не более 1/5 пространства страны, остальные же 4/5 заняты горами. В общем Каратегин представляет горную область, прорезанную посередине, с севера-востока на юго-запад, рекой Сурхоб (среднее течение Вахша) и заключающую в своих пределах (с севера на юг): южный склон Гиссарского и Алайского хребтов, западную оконечность Заалайского хребта, долину Сурхоба и северные склоны хребта Петра I.
Склоны первых двух хребтов, имеющих весьма значительную высоту, скалисты, труднопроходимы и населены только по ущельям и небольшим долинам правых притоков Сурхоба; через Гиссарский хребет (перевал Пакшиф — около 4 000 м) Каратегин соединяется вьючным путём с верховьем Зеравшана, а через Алайский хребет (перевал Тарак) таким же путём с Ферганой. Пути эти зимой в большинстве случаев непроходимы или доступны только для пешеходов. Долина Сурхоба, протекающего по Каратегину на протяжении около 165 вёрст, представляет наиболее населённую и важную часть региона; восточная часть её лежит на высоте 6 500 фут, а западная (посёлок Гарм) на высоте 4 520 фут над уровнем моря.
Сурхоб в восточной части Каратегина принимает слева значительный приток Муксу, истоки которого находятся в северо-западной части Памира; остальные левые притоки ничтожны, кроме Обихингоу (Хуллес), нижняя часть коей находится в самом западном углу Каратегина; остальное же течение принадлежит Дарвазу. Ширина Сурхоба в Каратегине в верхней части 10 сажен, в нижней до 250 сажен (Гарм); глубина меняется в зависимости от времени года и летом доходит до 3 сажен.
К югу от долины Сурхоба высится хребет Петра I, средняя высота которого не ниже 14 000 фут, а отдельные вершины достигают 20 000-22 000 фут; немногие перевалы, служащие для сообщения с Дарвазом, весьма трудны и зимой недоступны. Северный склон хребта к реке Сурхоб весьма крут.

## Климат
Климат Каратегина континентальный. Зима продолжительна и довольно холодная, снега выпадает много. Жаркое лето длится не более 2 месяцев.

## Население
Население Каратегина в XIX веке состояло из оседлых таджиков (около 50 000) и кочевых киргизов (около 10 000) — на востоке.
В настоящее время населён преимущественно таджиками.

## Экономика
Таджики занимаются земледелием, ремеслами и торговлей; разводят пшеницу, ячмень, люцерну, яблони, абрикосы и немного винограда. Поля сеются чаще всего под дождь, а сады и огороды орошаются искусственно. Лесов мало; отчасти на топливо идёт кизяк.
Скотоводство развито слабо; исключение составляют киргизы, у которых это главное занятие. Продукты скотоводства и скот частью вымениваются на хлеб, привозимый из западной части Каратегина, так как киргизам своего хлеба не хватает. Промышленность развита только в виде кустарной: производство грубых тканей, вьючных мешков, теплых чулок. Предметами вывозной торговли (с Ферганой) служат овчины, шкуры лисиц, куниц и барса, чулки, ковровые вьючные мешки и т. п. Немаловажное значение имеет для Каратегина и отхожий промысел в городах Ферганской и Самаркандской областей.